# Steven Verplancken
Steven Verplancken Jr., (San Pedro de Macorís; 17 de julio de 2000 (24 años)) es un jugador de baloncesto dominicano con nacionalidad belga, que juega en el Oviedo Club Baloncesto de la Primera FEB. Con 1,92 metros de estatura, juega en la posiciones de escolta. Es internacional con la Selección de baloncesto de la República Dominicana.

## Trayectoria
Verplancken nació en San Pedro de Macorís y se formó en Teays Valley situado en Ashville (Ohio) hasta 2019, cuando formaría parte de los Glenville State Pioneers de la NCAA II durante una temporada.
En la temporada 2020-21, ingresa en la Universidad del Sur de Illinois Carbondale, situada en Carbondale (Illinois), para jugar durante dos temporadas la NCAA IIcon los Southern Illinois Salukis.
En la temporada 2022-23, ingresa en la Universidad Estatal de Weber, situada en Ogden (Utah), donde jugaría dos temporadas la NCAA I con los Weber State Wildcats. En su última temporada promedió 12 puntos en 33 minutos de juego por partido y con un porcentaje de lanzamiento de tres del 38,4%.
En agosto de 2024, firma con el Haukar Körfubolti de la liga islandesa, con el que disputó diez partidos en los que promedia 19 puntos en 35 minutos de juego.
El 14 de febrero de 2025, firma por el Oviedo Club Baloncesto de la LEB Oro.

### Internacional
En 2024, hace su debut con la Selección de baloncesto de la República Dominicana.